# Instituto de Obra Social de las Fuerzas Armadas
El Instituto de Obra Social de las Fuerzas Armadas (IOSFA) es una obra social que presta servicio a las Fuerzas Armadas, la Gendarmería Nacional Argentina y la Prefectura Naval Argentina. Funciona bajo la fiscalización y el control del Ministerio de Defensa.
Su misión es la de proporcionar servicios de cobertura médica y asistencial a los afiliados. El número de beneficiarios es de aproximadamente 638 000, entre los miembros de las Fuerzas Armadas, la Gendarmería, la Prefectura, además de sus familias.
Surgió el 31 de mayo de 2013 por orden del Decreto 637 de la presidenta Cristina Fernández de Kirchner. De esta manera, se unificó al Instituto de Obra Social del Ejército (IOSE), el Dirección de Bienestar de la Armada (DIBA) y la Dirección de Bienestar del Personal de la Fuerza Aérea (DIBPFA).